# Mikronova

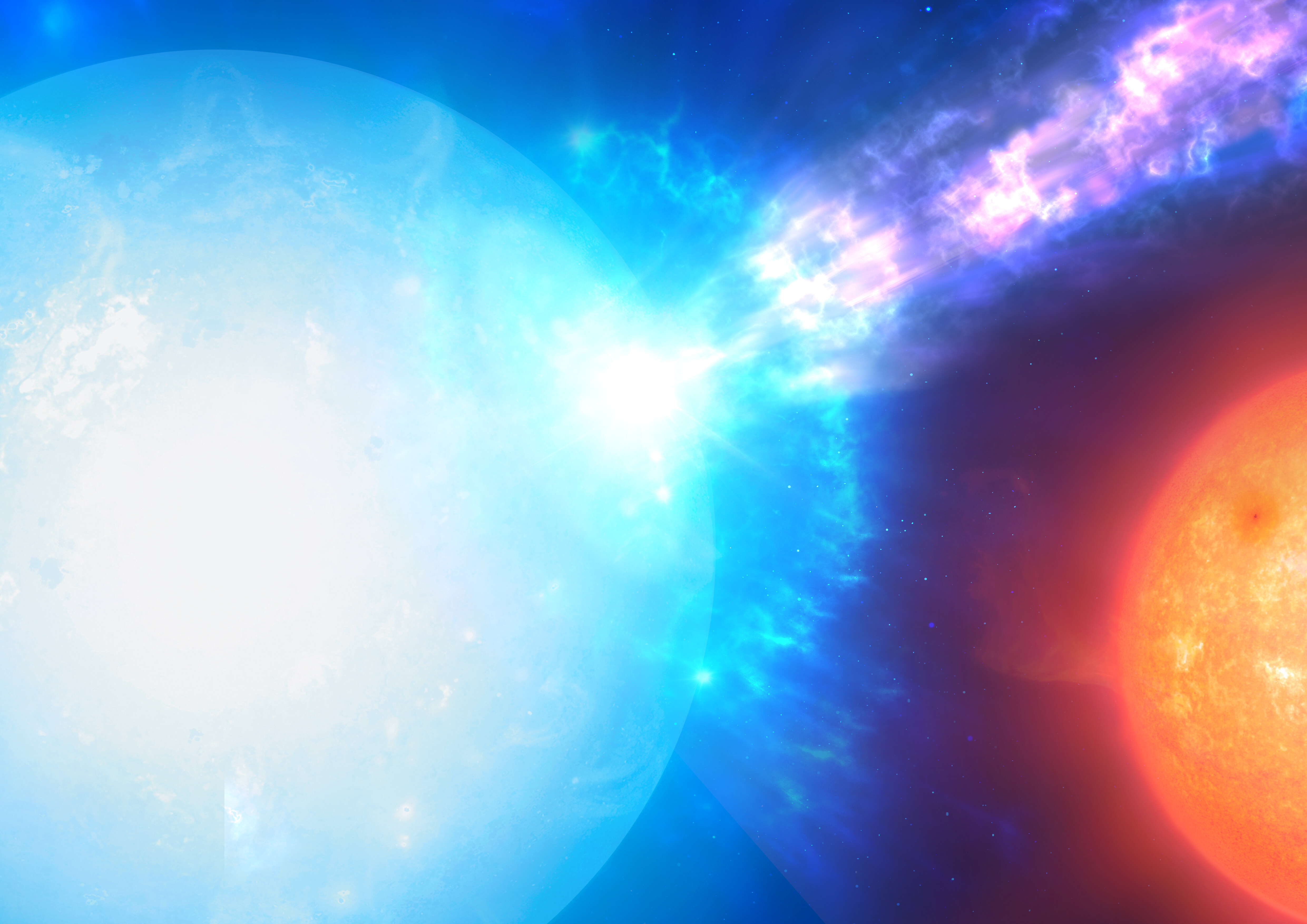
Konstnärsintryck av en mikronova.

En mikronova är ett stjärnutbrott med en styrka som är ungefär en miljondel av en klassisk nova. Fenomenet orsakas av att materia byggs upp från stjärnans omgivning, till exempel från en kompanjonstjärna.
En grupp från Europeiska sydobservatoriet meddelade den 20 april 2022 att de har identifierat tre mikronovor från vita dvärgar med hjälp av data från rymdteleskopet TESS och Very Large Telescope.

## Solen
När Neil Armstrong tog stereoskopiska fotografier av månens yta under Apollo 11-uppdraget såg han ljusa fläckar som såg ut som glas. Astrofysikern Thomas Gold analyserade fotografierna och föreslog att förglasningen kunde vara resultatet av ett "litet novaliknande utbrott" från solen. Bradley Schaefer, professor i astronomi och astrofysik, håller med om att detta är ett övertygande argument för vad vi nu skulle kalla en solmikronova. Dessa fläckar sågs också på månens bortre sida under den Kinas nationella rymdstyrelses Chang'e 4-uppdrag 2019 och troddes ursprungligen vara en gel. Teamet föreslog att glaset inte kunde ha bildats av den impaktör som skapade kratern där det hittades. Den skulle ha varit för liten för att generera den nödvändiga temperaturen.